# Chacophrys pierottii
Chacophrys pierottii — вид жаб родини рогаткових (Ceratophryidae).

## Поширення
Вид поширений в екорегіоні Чако на півночі Аргентини, на сході Болівії та на заході Парагваю. Його природні місця проживання — сухі чагарники та галерейні ліси. Поза сезоном розмноження дорослі особини переховуються під землею, але з'являються під час перших сильних дощів, щоб розмножуватися у тимчасових водоймах.